# Eurychoera quadrimaculata
Eurychoera quadrimaculata är en spindelart som beskrevs av Tord Tamerlan Teodor Thorell 1897. Eurychoera quadrimaculata ingår i släktet Eurychoera och familjen vårdnätsspindlar. Inga underarter finns listade i Catalogue of Life.